# Heraldo de Zamora
El Heraldo de Zamora fue un periódico diario de ámbito provincial que se distribuía en la provincia de Zamora (España) entre 1896 y 1942 bajo el lema Diario de la tarde. Defensor de los intereses morales y materiales de la provincia y editado en la imprenta de Enrique Calamita Matilla, posteriormente denominada imprenta de la Viuda de Calamita. Tenía su tirada en la esquina entre las cortinas de San Miguel y la calle de Santa Clara.

## Historia
Inicialmente órgano del partido liberal, pasó a ser propiedad de su impresor Enrique Calamita. Durante la Restauración borbónica mantuvo simpatías hacia los liberales. Aunque en un principio llegó a simpatizar con la Segunda República, gradualmente se puso en contra del régimen y adoptó un enfoque conservador en sus contenidos. En 1942 fue absorbido por rotativo El Correo de Zamora, continuando su actividad empresarial dedicándose a papelería, imprenta y librería.

## Hemeroteca
Sus ejemplares se conservan en la Biblioteca Pública del Estado en Zamora.